# Kitty Sanders
Kitty Sanders (São Petersburgo, 27 de novembro de 1987) é uma apresentadora de rádio argentina, jornalista investigadora, especialista em assuntos de tráfico humano e autora de origem russa. Pensadora política e social, autora de três livros (incluindo o líder de vendas Prolegômenos al livro Carne) que está premiado pela legislatura da Cidade autônoma de Buenos Aires-CABA. Autora de vários artigos sobre pesquisas latino-americanos e Caribenhos. É redatora jefe do Diário Visión Independiente, integrante da Sociedad Argentina de Escritores e integrante do comitê de especialistas da Câmara Argentina de Profissionais de segurança integrada. Sua visão se descreve como terceiro-mundista, e na Argentina como peronistas.
Trabalha com povos originários, faz obra de caridade e emite conhecimento de sua especialidade através de palestras gratuitas.

## Livros
É autora de três livros e várias publicações em países diferentes de Europa e América Latina.
Livro “Brotes Pisoteados: organizaciones juveniles progubernamentales” (2014, 2016) é dedicado às organizações juvenis pró-governamentais e às “expropriações” dos jovens pelas burocracias estatais, escrito com fortes simpatias libertárias;
“Prolegómenos al libro Carne” (2016, 2018) escrito na junção de um ensaio filosófico, estudo culturológico e investigação jornalística, dedicado ao estudo da indústria para adultos, tráfico humano, à prostituição e à migração ilegal.
"Los cantos de una Rusalka" (2017) obra literária num gênero que ela se chama “textoheroína” (uma mistura de ciberpunk, tradição clássica russa pré-revolução e realismo mágico).

## Investigação jornalística
Em 2007, Kitty Sanders começou a trabalhar numa investigação jornalística, que levou 8 anos para concluir, no âmbito do tráfico humano, da prostituição e da indústria para adultos. A base desse investigação ajudou a publicar o livro "Prolegómenos al libro Carne", enquanto Kitty continua a preparar dois volumes de livro "Carne" cuja publicação está prevista para 2023.
Por causa de sua investigação jornalística, Kitty Sanders tinha recebida ameaças das Rede de tráfego.

## Vida pessoal
Pratica Kickboxing, Kyusho-Jitsu, dedica-se ao cinema étnico, de exploração e ao film noir e à cultura das tatuagens.